# Mořkov
Mořkov (niem. Murk) – gmina w Czechach, w powiecie Nowy Jiczyn, w kraju morawsko-śląskim, nad rzeką Jičínką, prawym dopływem Odry. Według danych z dnia 1 stycznia 2012 liczyła 2487 mieszkańców.